# 佐々木謙次
佐々木 謙次（ささき けんじ、1939年〈昭和14年〉1月2日 - 2024年〈令和6年〉12月24日）は、日本の政治家。宮城県古川市（現・大崎市）長（2期）。

## 来歴
宮城県大崎市志田郡古川町（のち古川市→大崎市）出身。大崎市立古川中学校、宮城県古川高等学校を経て、1961年に東北学院大学文経学部卒。古川商工会議所に入り、中小企業相談所次長などを経て、1983年、古川市議会議員に当選。4期務め、議長も務めた。1999年に古川市議を退任し、翌2000年に古川市長に当選した。古川市長を2期務め、在任中に古川市は近隣の町村との合併に向け、協議会が結成され、古川市長の佐々木が合併協議会会長となった。古川市は2006年に大崎市となり、大崎市の市政職務執行者となった。大崎市長選挙には出馬しなかった。